# Christine Kaufmann
Pour les articles homonymes, voir Kaufmann.
Christine Kaufmann est une actrice allemande, née le 11 janvier 1945 à Lengdorf (Autriche) et morte le 28 mars 2017 à Munich (Allemagne).

## Biographie

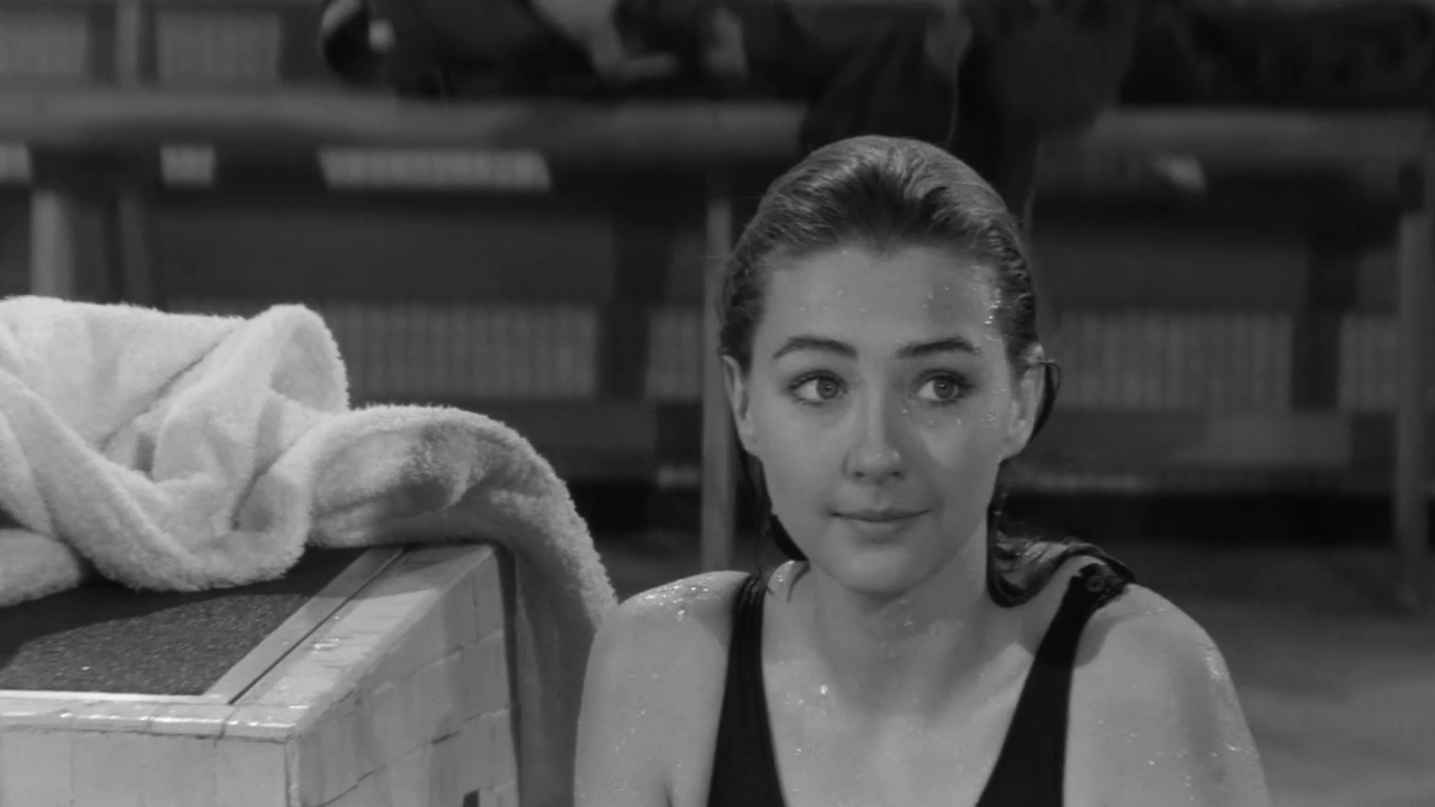
Christine Kaufmann dans Totò, Fabrizi e i giovani d'oggi (1960).

Née d'un père allemand et d'une mère française, Christine Maria Kaufmann fait très tôt son entrée dans le monde artistique. Elle est ballerine à l'opéra de Munich et commence sa carrière d'actrice de cinéma à 7 ans, en 1952, dans une adaptation de Im weißen Rößl (The White Horse Inn, L'Auberge du cheval blanc). Le film qui lui apporte la célébrité en Allemagne est Rosen-Resli, sorti en 1954, alors qu'elle n'a que 9 ans. Christine Kaufmann devient une vedette internationale après Ville sans pitié (1961) avec Kirk Douglas à l'affiche.
En 1963, elle épouse Tony Curtis qu'elle a rencontré pendant le tournage de Tarass Boulba (1962). Elle interrompt alors sa carrière et le couple a deux filles, Alexandra (née en 1964) et Allegra (née en 1966). Ils divorcent en 1968. Elle reprend ensuite sa carrière.
Christine Kaufmann est aussi une femme d'affaires avisée faisant la promotion de sa propre ligne de produits qui se vend bien en Allemagne. Elle signe plusieurs livres sur la beauté et la santé et écrit aussi deux autobiographies. Elle parle trois langues : l'allemand, l'anglais et le français.

## Filmographie partielle

### Cinéma
- 1952 : L'Auberge du Cheval-Blanc (Im weißen Rößl) de Willi Forst
- 1954 : La Porteuse de fleurs (de) (Rosen-Resli) de Harald Reinl
- 1958 : Jeunes Filles en uniforme (Mädchen in Uniform) de Géza von Radványi
- 1959 : Premier Amour (Primo amore) de Mario Camerini
- 1959 : Les Derniers Jours de Pompéi (Gli ultimi giorni di Pompei) de Mario Bonnard
- 1959 : Brèves Amours (Vacanze d'inverno) de Camillo Mastrocinque et Giuliano Carnimeo
- 1960 : Totò, Fabrizi e i giovani d'oggi de Mario Mattoli
- 1960 : Les Fausses Ingénues (Labbra rosse) de Giuseppe Bennati
- 1960 : Le Dernier Piéton (de) (Der letzte Fußgänger) de Wilhelm Thiele
- 1961 : Un nommé La Rocca de Jean Becker
- 1961 : Constantin le Grand (Costantino il grande) de Lionello De Felice
- 1961 : Ville sans pitié (Town Without Pity) de Gottfried Reinhardt
- 1962 : Taras Bulba de J. Lee Thompson : Natalia Doubrov
- 1962 : Le Mercenaire (La congiura dei dieci) d'Étienne Périer et Baccio Bandini
- 1962 : Tunnel 28 (Escape from East Berlin) de Robert Siodmak
- 1969 : Liebesvögel de Mario Caiano : la comtesse
- 1971 : Double Assassinat dans la rue Morgue (Murders in the Rue Morgue) de Gordon Hessler : Madeleine Charron
- 1972 : La Mort de Maria Malibran de Werner Schroeter
- 1973 : Willow Springs de Werner Schroeter
- 1976 : Flocons d'or de Werner Schroeter
- 1978 : Énigme rouge (Enigma rosso) d'Alberto Negrin : Chrstina
- 1981 : Lili Marleen de Rainer Werner Fassbinder
- 1981 : Egon Schiele, enfer et passion de Herbert Vesely
- 1982 : Le Jour des idiots (Der Tag der Idioten) de Werner Schroeter
- 1982 : Lola, une femme allemande (Lola) de Rainer Werner Fassbinder
- 1983 : Inflation im Paradies
- 1987 : Bagdad Café (Out of Rosenheim) de Percy Adlon : Debby, la tatoueuse misanthrope
- 1990 : Un dieu rebelle (Es ist nicht leicht ein Gott zu sein) de Peter Fleischmann

### Télévision
- 1977: Inspecteur Derrick: Hals in der Schlinge, épisode Une affaire louche

- 1979 : Le Comte de Monte-Cristo, mini-série de 6 épisodes de Denys de la Patellière
- 2008 : Aller-retour pour l'amour (Liebesticket nach Hause) de Sebastian Vigg